# Домашкойц, Марьяна

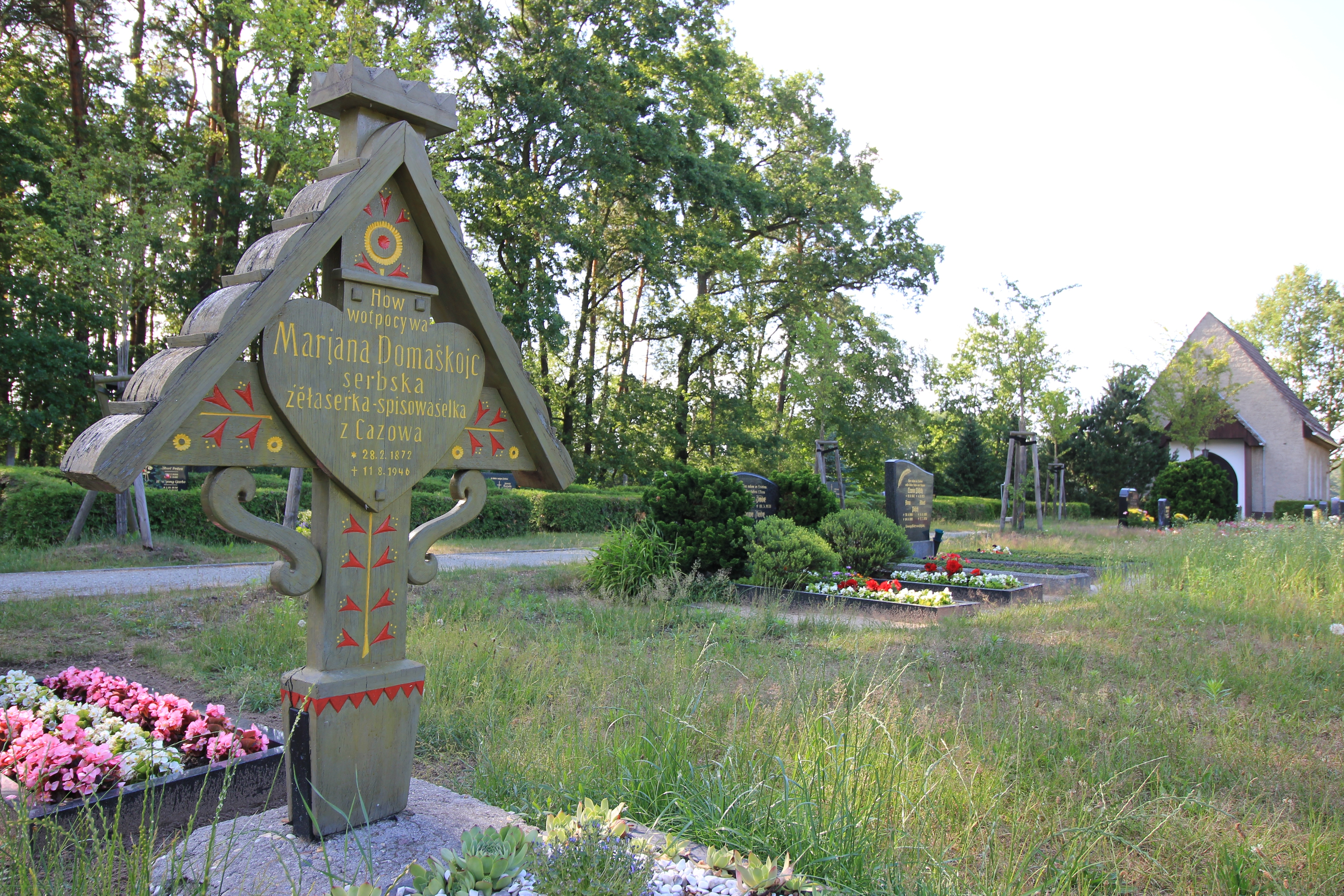
Могила Марьяны Домашкойц, деревня Голгойце

Ма́рьяна До́машкойц (н.-луж. Marjana Domaškojc, 28 февраля 1872 года, деревня Цазов, Нижняя Лужица, Германия — 11 августа 1948 года, Голкойце, ГДР) — серболужицкая писательница и поэт. Писала на нижнелужицком языке.

## Биография
Родилась 28 февраля 1872 года в крестьянской семье в серболужицкой деревне Цазов (сегодня входит в состав Голкойце). С 1886 года работала на текстильной фабрике в Котбусе, где проработала до 1931 года. В это время она описывала свои впечатления, касавшиеся её работы и немецко-серболужицких отношений. В 1925 году познакомилась с Миной Виткойц, которая вдохновила её заниматься литературной деятельностью. С этого же года начала публиковать свои стихотворения в газете «Nowy Casnik» и журнале «Časopis Maćicy Serbskeje». В 1929 году опубликовала социальную драму «Z chudych žywjenja» в литературном журнале «Łužyca», где она описала трудные условия жизни лужичан. Была активным членом культурно-просветительского общества «Матица сербская».

## Память
- Именем Марьяны Домашкойц названа Нижнелужицкая гимназия в Котбусе.